# Cardinal (serie televisiva)
Cardinal è una serie televisiva canadese, in onda dal 25 gennaio 2017 all'11 maggio 2020 su CTV (in lingua inglese) e Super Écran (in lingua francese). La serie è un adattamento del romanzo Quaranta modi per dire dolore di Giles Blunt, in cui degli investigatori indagano sull'omicidio di una giovane ragazza. Il cast include Deborah Hay, Alanna Bale, Glen Gould, David Richmond-Peck, Gail Maurice, Kristen Thomson, Brendan Fletcher e Allie MacDonald.
Il 28 febbraio 2017, CTV ha rinnovato la serie per una seconda e una terza stagione di sei episodi ciascuno.
In Italia, la serie è andata in onda su La EFFE dal 20 novembre 2018 al 12 maggio 2020.

## Trama

### Prima stagione - Quaranta modi per dire dolore
Nella baia di Algonquin, in Ontario, viene ritrovato in una miniera abbandonata il corpo di una ragazza di 13 anni. Il detective John Cardinal, che stava indagando sulla vittima, Katie Pine, che è scomparsa da mesi, è sulle tracce del suo assassino. Per questa indagine, è sostenuto contro la sua volontà dalla poliziotta Lise Delorme, la sua nuova collega imposta dalla sua gerarchia. Per John Cardinal, i segni dell'omicidio corrispondono al modo di operare di un assassino seriale. Inizialmente scettica, la sua nuova compagna di squadra, convinta dalle nuove scoperte, aiuta a rintracciare l'assassino negli ampi spazi aperti di questa regione, in un'atmosfera pesante e gelata.

### Seconda stagione - La stagione delle mosche
Una giovane donna, che soffre di amnesia dopo essere stata colpita alla testa, appare ad Algonquin Bay. Presto vengono scoperti corpi mutilati, secondo alcuni riti religiosi occulti. I corpi sono membri di un gruppo locale di motociclisti noti per il traffico di droga. John Cardinal e la squadra sospettano che qualcuno stia cercando di eliminarli. Nel frattempo, la salute mentale della moglie preoccupa Cardinal e Musgrave pensa di aver finalmente trovato le prove che sta cercando contro di lui.

### Terza stagione - Quando leggerai queste parole
La moglie di Cardinal si suicida, apparentemente. Per il detective sarà un duro colpo; le modalità della morte della donna però, non lo convincono e perciò si mette ad indagare sulla possibilità che non si tratti di una morte volontaria.

 Nel frattempo la città viene sconvolta dall'omicidio di una coppia di coniugi in una casa in vendita. L'omicidio sembra essere stato commesso da una setta famigliare.

### Quarta stagione - La notte più fredda
La città viene sconvolta dal rapimento e in seguito omicidio di un noto uomo d'affari. La morte è avvenuta per congelamento. 
Proseguendo con le indagini, Cardinal e Delorne comprendono che l'uomo è stata assassinato a causa del passato della moglie. Altre morti simili attendono i poliziotti. 

## Episodi
| Stagione         | Episodi | Prima TV Canada | Prima TV Italia |
| ---------------- | ------- | --------------- | --------------- |
| Prima stagione   | 6       | 2017            | 2018            |
| Seconda stagione | 6       | 2018            | 2019            |
| Terza stagione   | 6       | 2019            | 2019            |
| Quarta stagione  | 6       | 2020            | 2020            |